# Estadi de Chamartín
Chamartín va ser el primer estadi de futbol en propietat del Reial Madrid als afores de la ciutat de Madrid, al districte de Chamartín.

## Història
El Reial Madrid necessitava un camp propi i per això es va planejar construir un estadi totalment nou. La zona on es va construir era als afores de Madrid, al final del passeig de la Castellana, al districte de Chamartín. El 30 de juny de 1927 es va comprar els terrenys. L'aforament era de 15.000 espectadors, dels quals 4.000 eren localitats amb seient a la tribuna coberta. Al costat del nou estadi es va construir un camp d'entrenament, un d'hoquei, un gimnàs, una piscina, un restaurant i un club social. L'estadi va ser inaugurat el 17 de maig de 1924 amb un gran espectacle. L'infant Gonçal de Borbó i Battemberg va fer el xut d'honor al partit inaugural contra el campió de la Copa anglesa, el Newcastle.
Durant la Guerra Civil, l'estadi de Chamartín va ser emprat com a camp de concentració, les tribunes havien estat desmuntades per a aprofitar la fusta i el terreny va quedar pràcticament reduït a runes. La seu social va quedar destruïda per un bombardeig.
Els presidents de l'època fundacional, Adolfo Meléndez i Pedro Parages; i els presidents abans de la guerra, Antonio Peralba i el Senyor Marqués de Bolarque van anar recaptant diners dels socis i els jugadors, per a arreglar el camp i reobrir la seu social.
Quan Santiago Bernabéu va arribar a la presidència, va voler crear un nou estadi, que fos un símbol per al club, i tingués capacitat per a 120.000 espectadors. D'aquesta manera, es va derrocar l'antic estadi de Chamartín per obrir el Nuevo Chamartín.